# ジョセフ・ルッテンバーグ
ジョセフ・ルッテンバーグ（Joseph Ruttenberg, 1889年7月4日 - 1983年5月1日）は、ロシアで生まれ、アメリカ合衆国で活動したフォトジャーナリスト、撮影監督である。
アカデミー撮影賞を4回、ゴールデングローブ賞を1回受賞している。

## 生涯
ロシア帝国のサンクトペテルブルクでユダヤ系の家庭に生まれる。10歳の時に家族でアメリカ合衆国マサチューセッツ州ボストンに移る。若年期は『ボストン・グローブ』紙でフォトジャーナリストとして活動するが、1915年に退職してニューヨークのフォックス・フィルム・コーポレーションに入り、撮影監督を目指す。2年後、サイレント映画『The Painted Madonna』でデビューする。
1920年末にはパラマウント映画に移った。D・W・グリフィスの『The Struggle』（1931年）はルッテンバーグが初めて手がけたトーキー作品となった。1934年にメトロ・ゴールドウィン・メイヤーと契約し、ハリウッドに移った。また全米撮影監督協会にも入った。
1968年に引退し、1983年にカリフォルニア州ロサンゼルスで亡くなった。

## 主なフィルモグラフィ
- 激怒 Fury (1936)
- マルクス一番乗り A Day at the Races (1937)
- グレート・ワルツ The Great Waltz (1938)
- ザ・ウィメン The Women (1939)
- フィラデルフィア物語 The Philadelphia Story (1940)
- 哀愁 Waterloo Bridge (1940)
- 踊るニュウ・ヨーク Broadway Melody of 1940 (1940)
- ジキル博士とハイド氏 Dr. Jekyll and Mr. Hyde (1941)
- 美人劇場 Ziegfeld Girl (1941)
- 奥様は顔が二つ Two-Faced Woman (1941)
- 女性No.1 Woman of the Year (1942)
- 心の旅路 Random Harvest (1942)
- ミニヴァー夫人 Mrs. Miniver (1942)
- キュリー夫人 Madame Curie (1943)
- ガス燈 Gaslight (1944)
- パーキントン夫人 Mrs. Parkington (1944)
- 冒険 Adventure (1945)
- 愛の決断 The Valley of Decision (1945)
- 奥様武勇伝 Julia Misbehaves (1948)
- フォーサイト家の女 That Forsyte Woman (1949)
- 歌劇王カルーソ The Great Caruso (1951)
- ジュリアス・シーザー Julius Caesar (1953)
- ブリガドーン Brigadoon (1954)
- 雨の朝巴里に死す The Last Time I Saw Paris (1954)
- わが愛は終りなし Interrupted Melody (1955)
- 傷だらけの栄光 Somebody Up There Likes Me (1956)
- 恋の手ほどき Gigi (1958)
- 緑の館 Green Mansions (1959)
- バターフィールド8 BUtterfield 8 (1960)

## 受賞とノミネート
| 賞                   | 年     | 部門             | 作品名               | 結果       |
| -------------------- | ------ | ---------------- | -------------------- | ---------- |
| アカデミー賞         | 1938年 | 撮影賞（白黒）   | グレート・ワルツ     | 受賞       |
| アカデミー賞         | 1940年 | 撮影賞（白黒）   | 哀愁                 | ノミネート |
| アカデミー賞         | 1941年 | 撮影賞（白黒）   | ジキル博士とハイド氏 | ノミネート |
| アカデミー賞         | 1942年 | 撮影賞（白黒）   | ミニヴァー夫人       | 受賞       |
| アカデミー賞         | 1943年 | 撮影賞（白黒）   | キュリー夫人         | ノミネート |
| アカデミー賞         | 1944年 | 撮影賞（白黒）   | ガス燈               | ノミネート |
| アカデミー賞         | 1953年 | 撮影賞（白黒）   | ジュリアス・シーザー | ノミネート |
| アカデミー賞         | 1956年 | 撮影賞（白黒）   | 傷だらけの栄光       | 受賞       |
| アカデミー賞         | 1958年 | 撮影賞（カラー） | 恋の手ほどき         | 受賞       |
| アカデミー賞         | 1960年 | 撮影賞（カラー） | バタフィールド8      | ノミネート |
| ゴールデングローブ賞 | 1954年 | 撮影賞（カラー） | ブリガドーン         | 受賞       |